# Nikołaj Gierasimow
Nikołaj Siemionowicz Gierasimow (ros. Николай Семёнович Герасимов, ur. 23 listopada?/6 grudnia 1911 w Symbirsku, zm. 29 czerwca 1960 w Żdanowie) – radziecki lotnik wojskowy, pułkownik, Bohater Związku Radzieckiego (1939).

## Życiorys
W latach 1913–1921 mieszkał we wsi Iszejewka (obecnie w rejonie uljanowskim), później wrócił do Symbirska, gdzie do 1923 skończył 5 klas szkoły, 1923-1924 mieszkał we wsi Baratajewka (obecnie część Uljanowska). Pracował jako tkacz w fabryce tekstylnej im. Kalinina, w 1931 skończył kursy szoferów i pracował jako szofer, w 1933 skończył szkołę lotniczą w Uljanowsku, a w 1934 kursy instruktorów przy centralnym aeroklubie w Moskwie, po czym pracował jako lotnik-instruktor w aeroklubie w mieście Gorki (obecnie Niżny Nowogród). Od września 1935 służył w armii, w 1936 ukończył wojskową szkołę techników lotniczych w Permie, a w 1937 wojskową lotniczą szkołę pilotów w Borisoglebsku, po czym został pilotem w eskadrze myśliwców i następnie dowódcą klucza w pułku lotnictwa myśliwskiego w Kijowskim Okręgu Wojskowym. Od czerwca do października 1938 jako lotnik i dowódca klucza uczestniczył w wojnie domowej w Hiszpanii, wykonując 80 lotów bojowych samolotem I-16, w 38 walkach powietrznych strącił osobiście 3 samoloty wroga; w jednej z walk powietrznych został ranny w rękę. Po powrocie z Hiszpanii nadal służył w lotnictwie jako dowódca klucza oraz lotnik-inspektor ds. techniki pilotażu 69 Brygady Lotnictwa Myśliwskiego w Kijowskim Okręgu Wojskowym, od czerwca do września 1939 jako lotnik-inspektor ds. techniki pilotażu brał udział w bitwie nad Chałchin-Goł, wykonując wiele lotów bojowych i strącając w składzie grupy 6 samolotów wroga. 27 czerwca 1939 jego samolot został zestrzelony podczas startu z lotniska, jednak udało mu się wylądować. We wrześniu 1939 uczestniczył w zajmowaniu przez ZSRR tzw. Zachodniej Ukrainy, czyli agresji ZSRR na Polskę jako zastępca dowódcy 5 Armii ds. Sił Powietrznych. Od listopada 1939 do marca 1940 brał udział w wojnie z Finlandią jako zastępca dowódcy Sił Powietrznych 7 Armii, po czym został pomocnikiem dowódcy 43 Brygady Lotnictwa Myśliwskiego w Odeskim Okręgu Wojskowym. Za awarię samolotu został zdegradowany w funkcji i w październiku 1940 wyznaczony pomocnikiem dowódcy 46 pułku lotnictwa myśliwskiego w Kijowskim Specjalnym Okręgu Wojskowym, od marca do czerwca 1941 był słuchaczem Akademii Wojskowo-Powietrznej w Monino, potem zastępcą dowódcy 271 pułku lotnictwa myśliwskiego.
Od października 1941 uczestniczył w wojnie z Niemcami jako dowódca 512 pułku lotnictwa myśliwskiego, walcząc na Froncie Południowo-Zachodnim (październik 1941-lipiec 1942), Stalingradzkim (lipiec-wrzesień 1942) i Dońskim (wrzesień–październik 1942) i biorąc udział w operacji barwienkowo-łozowskiej, bitwie charkowskiej i bitwie pod Stalingradem. Od października 1942 do kwietnia 1943 był lotnikiem-inspektorem lotnictwa myśliwskiego Inspekcji Sił Powietrznych Armii Czerwonej, a od kwietnia 1943 do października 1944 dowódcą 256 Dywizji Lotnictwa Myśliwskiego, walczył na Froncie Woroneskim (lipiec-październik 1943) i 1 Ukraińskim (październik 1943-grudzień 1944), brał udział w bitwie pod Kurskiem, bitwie o Dniepr, operacji żytomiersko-berdyczowskiej, korsuń-szewczenkowskiej, rówieńsko-łuckiej, proskurowsko-czerniowieckiej, lwowsko-sandomierskiej i wschodniokarpackiej. W powietrznych walkach strącił 2 samoloty wroga. W 1943 otrzymał stopień pułkownika. W grudniu 1944 został zastępcą dowódcy 245 Dywizji Lotnictwa Myśliwskiego, na tym stanowisku w 1945 brał udział w wojnie z Japonią, wykonując 3 loty bojowe. Następnie pełnił dotychczasową funkcję w mieście Port Artur (obecnie Lüshunkou) w Chinach, 1947–1948 był starszym lotnikiem-inspektorem ds. techniki pilotażu Zarządu 17 Armii Powietrznej w Kijowskim Okręgu Wojskowym, a 1948–1954 pomocnikiem dowódcy 279 Dywizji Lotnictwa Myśliwskiego w Karpackim Okręgu Wojskowym, w lutym 1954 zakończył służbę wojskową. Jego imieniem nazwano ulice w Uljanowsku, Iszejewce i Baratajewce.

## Odznaczenia
- Złota Gwiazda Bohatera Związku Radzieckiego (22 lutego 1939)
- Order Lenina (dwukrotnie, 22 lutego 1939 i 23 października 1942)
- Order Czerwonego Sztandaru (dwukrotnie, 29 sierpnia 1939 i 21 marca 1940)
- Order Kutuzowa II klasy (8 kwietnia 1944)
- Order Wojny Ojczyźnianej I klasy (5 listopada 1942)
- Order Czerwonej Gwiazdy (dwukrotnie, 28 sierpnia 1945 i 15 listopada 1950)
- Order Czerwonego Sztandaru (Mongolska Republika Ludowa, 1939)

I medale.